# Hong Kong Open 1985
L'Hong Kong Open 1985 è stato un torneo di tennis giocato sul cemento. È stata la 12ª edizione dell'Hong Kong Open che fa del Nabisco Grand Prix 1985. Si è giocato a Hong Kong dal 18 al 24 novembre 1985.

## Campioni

### Singolare
Andrés Gómez ha battuto in finale  Aaron Krickstein con il punteggio di 6–3, 6–3, 3–6, 6–4

### Doppio
Brad Drewett /  Kim Warwick hanno battuto in finale  Jakob Hlasek /  Tomáš Šmíd con il punteggio di 3–6, 6–4, 6–2